# Aleksandr Kibálnikov

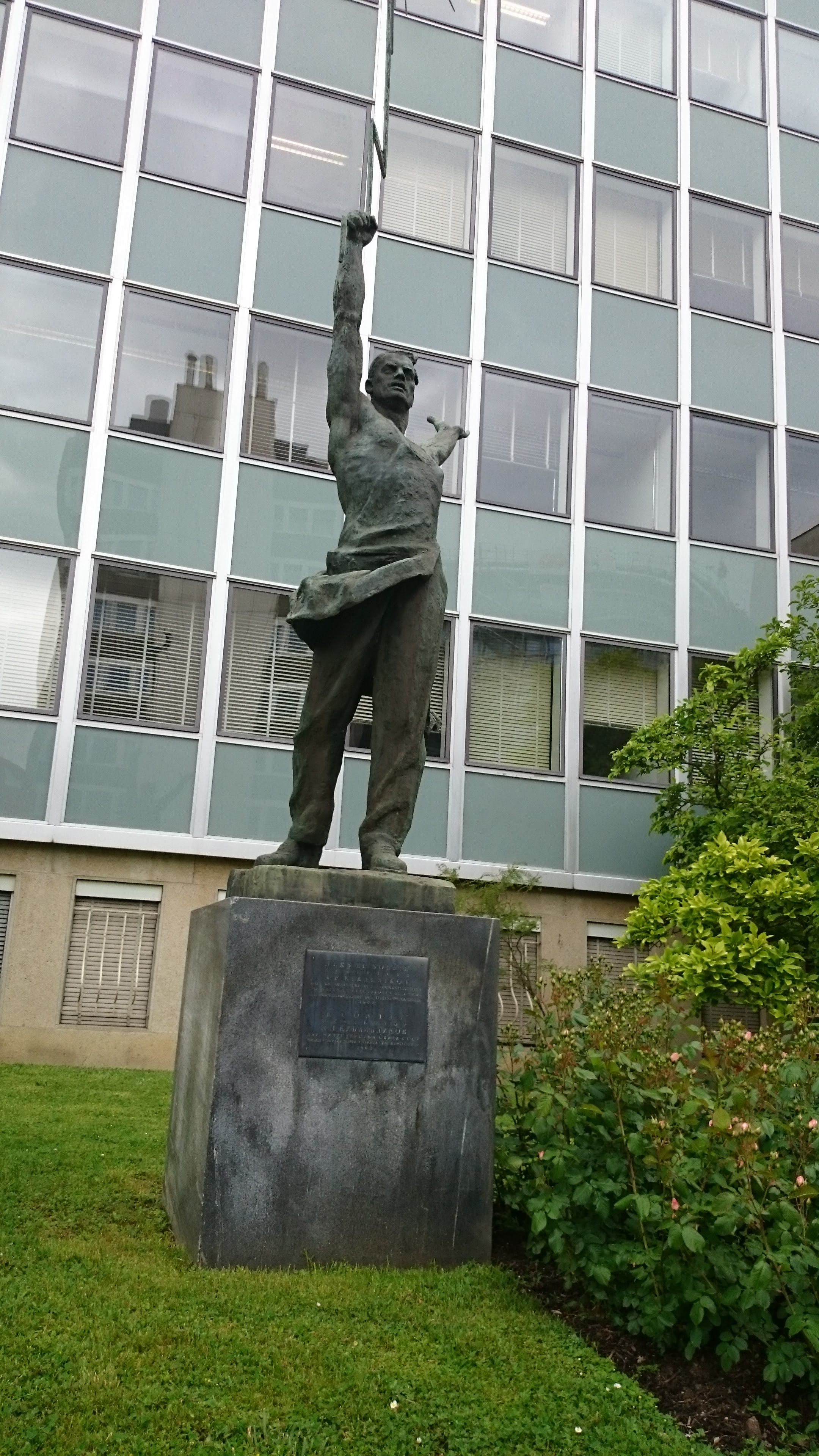
Monumento de Aleksandr Kibálnikov presentado por el gobierno soviético para la Organización Internacional de Normalización.

Aleksandr Kibálnikov (Oréjovo-Zúyevo un asentamiento junto al río Medveditsa, en la actualidad en la región de Volgogrado, 22 de agosto de 1912 - Moscú, 5 de septiembre de 1987) fue un escultor soviético. 

## Biografía
De 1929 a 1932 estudió en el departamento de pintura de la Escuela de Arte de Sarátov, y después se trasladó a Moscú.
Aleksandr Kibálnikov es el autor de los monumentos a Nikolái Chernyshevski y Vladímir Lenin a Sarátov (arquitecto I. I. Meniakin). En 1949, el trabajo de Kibálnikov en la creación de su estatua en bronce de Chernyshevski fue recompensado con el premio Stalin.
Kibálnikov participó en los trabajos sobre la escultura monumental de Vladímir Mayakovski en Moscú en la década de 1950. Muchos famosos maestros trataron de crear la imagen del poeta en escultura, entre ellos Matvéi Mánizer, Serguéi Koniónkov, Nikolái Tomski, Yevgueni Vuchétich, Lev Kerbel. El trabajo de Kibálnikov recibió  apoyo debido a su vibrante expresividad, y ganó la aprobación final. La figura de bronce del poeta se dio a conocer en 1958; en 1959 el escultor fue galardonado con el premio Lenin por este trabajo.
El trabajo de Kibálnikov en el monumento a Serguéi Yesenin en Riazán, que dio a conocer en 1975, le valió el premio Repin de la Federación Rusa.
Kibálnikov creó el retrato escultórico en mármol de Tretiakov en 1961. Desde hacía más de 20 años que alimentaba su sueño de crear un monumento a Pável Tretiakov. Kibálnikov cumplió con su tarea de manera brillante. Tanto la medida como el color del monumento se mezclan a la perfección en el complejo de la Galería Tretiakov. El monumento se inauguró en 1980.
Fue miembro titular de la Academia Rusa de las Artes. Miembro del PCUS desde 1963.
En 1963-1966, fue Presidente del Consejo de la Unión de Artistas de Moscú.
Aleksandr Kibálnikov murió el 5 de septiembre de 1987. Fue enterrado en Moscú en el Cementerio Novodévichi (parcela número 10).

## Premios
- Premio Stalin de segundo grado (1949) - por el retrato escultórico de N. Chernishevski en bronce (1948)
- Premio Stalin de segundo grado (1951) - por el retrato escultórico Iósif Stalin, hecho de yeso (1950)
- Premio Lenin (1959) - por el monumento a Vladímir Mayakovski en Moscú[2]
- Artista del Pueblo de la URSS (1963).
- Premio Estatal de la RSFSR Repin (1976) - por el monumento a S. A. Iessenin a Riazán
- Medalla de Oro de la Academia Rusa de las Artes (1983) - por el monumento a Pàvel Tretiakov en Moscú[3]
- Orden de la Bandera Roja del Trabajo
- Medalla por la Tarea Meritoria durante la Gran Guerra Patriótica de 1941-1945.